# Gunsta
Gunsta is een plaats in de gemeente Uppsala in het landschap Uppland en de provincie Uppsala län in Zweden. De plaats heeft 371 inwoners (2005) en een oppervlakte van 30 hectare.

## Verkeer en vervoer
Bij de plaats loopt de Länsväg 282.